# Marco Estrada
Marco Andrés Estrada Quinteros (Viña del Mar, 28 maggio 1983) è un ex calciatore cileno, di ruolo centrocampista.

## Carriera

### Club
Inizia la sua carriera all'Everton di Viña del Mar nel 2004, in cui resta fino al 2007.
Nel 2007 si trasferisce all'Universidad de Chile.
Nel 2010 arriva in Europa, poiché viene acquistato dal Montpellier.

### Nazionale
La sua prima esperienza in Nazionale avviene nell'amichevole contro l'Austria, persa per 2-0.
Nel 2008-2009 partecipa a varie amichevoli e alle qualificazioni per i Mondiali 2010; il suo primo e unico gol in Nazionale avviene l'11 giugno 2009 contro la Bolivia, quando segna su punizione il 2-0, partita che poi finisce 4-0 per i cileni.
Partecipa successivamente ai Mondiali Sudafrica 2010, presenziando solo nella partita di girone Cile-Spagna, che finisce 2-1 per gli spagnoli.
Nel 2011 viene convocato per la Coppa America 2011.

## Palmarès

### Club

#### Competizioni Nazionali
- Campionato francese: 1

Montpellier: 2011-2012